# Сербка
Сербка (укр. Сербка) је село у Одеској области у Украјини сјеверно од града Одесе. Према попису становништва из 2001. године село је имало 1.943 становника.

## Историја
Село оснивају српски досељеници из Требјесе (херцеговачко племе Требјешани) код Никшића у вријеме Петара I Петровића Његоша.  1804. године су преселиле 23 породице са 97 чланова и мимо воље Петра I. У селу и данас постоји црква Светог Луке, крсна слава Требјешана. Срби Требјешани из Сербке су се временом асимиловали у Русе, а потом у Украјинце. Димитрије П. Тирол је о њима и њиховом пресељењу у Русију написао књигу Казивање старих Требјешана. Село није било у саставу двије историјске српске области Русије (данас Украјине), Славеносрбије и Нове Србије.